# آنت دومبائی-نادی
آنت دومبائی-نادی (مجاری: Dombai-Nagy Anett؛ زادهٔ ۱ نوامبر ۱۹۷۹) بازیکن فوتبال اهل مجارستان است.
وی همچنین در تیم ملی فوتبال زنان مجارستان بازی کرده‌است.